# Ортека
«Ортека» — российская сеть розничных магазинов, продающих ортопедические товары. Принадлежит компании «Никамед».

## История
Компания «Никамед» была создана в 1996 году на основе научно‑производственного предприятия «Дельта‑Терм», продававшего в основном солевые грелки. Основатель — Сергей Шаитов.
Первые магазины были открыты в Москве.
В 2014 году Шаитов отошёл от управления компанией, но в 2015 году вернулся.
В июле 2018 года была приобретена сеть пермских ортопедических магазинов «alteraMED».
В декабре 2018 года открыт 200-й магазин.

## Деятельность
В основном магазины собственные, а не по франшизе, и работают в средней и премиальной ценовой категориях. Изначально магазины были ориентированы на людей, покупающих по медицинским показаниям.
В конце 2017 года компания «Никамед» начала создавать сеть консультационно‑диагностических кабинетов в магазинах «Ортеки». В связи с этим должность первого заместителем генерального директора занял Владислав Шерстобоев, ранее — глава самарской клиники «Мать и дитя» и операционный директор сети медицинских клиник «Медси».
При этом по состоянию на 2019 год компания не имела лицензии на оказание медицинских ортопедических услуг, в связи с чем в августе 2019 была оштрафована за ортопедические консультации без лицензии.
В 2021 году получена лицензия на оказание медицинской деятельности № Л041-01137-77/00369925.
В разное время должности медицинского директора и главного врача занимали Игорь Жарких, Артем Николаев
В июле 2018 года открыт магазин в торговом центре «Метрополис», ориентированный на спортсменов и приверженцев здорового образа жизни (ЗОЖ).

## Статистика
На конец 2018 года имелись магазины в Москве, Московской области, Санкт-Петербурге, Воронеже, Сочи, Новосибирске, Екатеринбурге, Омске и Перми.
Выручка в 2017 году составила 5,8 млрд рублей (2017).
На 2017 год по данным СПАРК-Интерфакс владельцами являются Сергей Шаитов (90 %), Антон Шаитов (5 %) и Анна Федосова (5 %).